# مكتب الشؤون الهندية
مكتب الشؤون الهندية (بالإنجليزية: Bureau of Indian Affairs)‏ هي وكالة تابعة للحكومة الاتحادية في الولايات المتحدة تُدار من وزارة الداخلية. تشكل المكتب في عام 1824 للتعامل مع الأمريكيين الأصليين (الهنود الحمر) داخل الولايات المتحدة. المكتب مختص في إدارة الأراضي والموارد الطبيعية للهنود الحمر. وأيضاً يعتبر مسؤولاً عن علاقة حكومة الولايات المتحدة مع القبائل الأمريكية الأصلية. في بعض الأحيان، يساهم في البنية التحتية وتنفيذ القانون.